# Hermann Wrogemann
Hermann Wrogemann (* 20. Dezember 1899 in Bockel, Landkreis Soltau; † 10. März 1985 in Wietzendorf) war ein deutscher Politiker (NLP) und Mitglied des Ernannten Niedersächsischen Landtages.
Hermann Wrogemann arbeitete als Landwirt. Vom 9. Dezember 1946 bis 28. März 1947 war er Mitglied des ernannten Niedersächsischen Landtages.